# Národní park Karula
Národní park Karula (estonsky Karula rahvuspark) je národní park v Estonsku.

## Poloha a geografie
Národní park Karula se nachází v jižní části Estonska na území krajů Võrumaa a Valgamaa. Jeho prostor je tvořen zejména pahorkatinou. Nachází se zde mnoho jezer (Äjijarv, Äheru jarv) a řek. Je typický kulturní krajinou.

## Flora a fauna

### Flora
Je zde dobře zachovalá biodiversita. Vyskytuje se zde několik druhů ohrožených rostlin, jako prstnatec májový, lýkovec jedovatý či vratička heřmánkolistá.

### Fauna
Vyskytují se zde živočišné druhy jako netopýr pobřežní, orel křiklavý, čáp černý, los evropský, tchoř tmavý či rys.

## Historie
Byl založen jako chráněné území roku 1979. Od roku 1993 je národním parkem.